# Ulica Barska w Warszawie
Ulica Barska – ulica w dzielnicy Ochota w Warszawie
Biegnie od placu Narutowicza do ul. Szczęśliwickiej, z której jezdnią jednak się nie łączy. Jest to ulica jednojezdniowa, a na znacznej długości jednokierunkowa.

## Historia
Ulica została wytyczona ok. 1900 na gruntach wsi Czyste na odcinku od ul. Kaliskiej do ul. Szczęśliwickiej, a wydłużona o odcinek w stronę placu Narutowicza przed rokiem 1928.
Pierwotnie większa część ulicy należała do kolonii Czyste, mniejsze odcinki do kolonii Romanówka, Flora, Pytlasówka powstałych na początku XX wieku. Pierwotna zabudowa z racji bliskości terenów fortecznych składała się głównie z jednopiętrowych i parterowych kamieniczek. Zakaz wznoszenia wyższych budynków uchylono w 1909 roku, co zaowocowało powstaniem wyższych budynków.
Wraz z najbliższą okolicą przyłączona do Warszawy w 1916. Początkowo nazywana była ulicą Nowo-Czystą. Nazwę ulica Barska nadano oficjalnie w 1919. Pochodzi od miasta Bar na Podolu – ważnej twierdzy w okresie Rzeczypospolitej Obojga Narodów i miejsca zawiązania konfederacji barskiej.
Przed II wojną światową ulica ta na odcinku do Kaliskiej miała charakter spółdzielczo-inteligencki, za Kaliską zaś proletariacko-fabryczny. Około 1930 r. pod numerem 28/30 wzniesiono budynek fabryki czekolady firmy Plutos.
10 lutego 1944 przed murem ogrodu księży orionistów Niemcy w odwecie za udany zamach na Franza Kutscherę przeprowadzili uliczną egzekucję zakładników. Ofiary tej zbrodni upamiętnia pamiątkowa tablica projektu Karola Tchorka. Znajdujący się na niej napis informuje o rozstrzelaniu w tym miejscu 140 Polaków. W rzeczywistości nie wiadomo, ilu dokładnie Polaków zostało straconych w tym miejscu, gdyż tego dnia zbiorowe egzekucje miały także miejsce przy ul. Wolskiej 79/81 oraz w ruinach getta (liczba podana na tablicy została zaczerpnięta z niemieckiego obwieszczenia).
W sierpniu 1944 w pierwszych dniach powstania warszawskiego ulicę opanowali powstańcy por. Andrzeja Chyczewskiego ps. Gustawa. 4 sierpnia dotarły tu oddziały RONA, a otoczeni powstańcy walczyli do 10 sierpnia. W nocy z 10/11 sierpnia 90 powstańców z reduty barskiej przebiło się przez okrążenie do Lasów Chojnowskich. W czasie tego oblężenia ulica została zniszczona i splądrowana przez rosyjskich kolaborantów brigadeführera SS Bronisława Kaminskiego.
Mimo zniszczeń które dotknęły zabudowę w roku 1944 przy ulicy przetrwało kilka domów spółdzielczych z okresu międzywojennego oraz zaprojektowany przez Oskara Sosnowskiego Dom Izb Rzemieślniczych świętego Antoniego Padewskiego, który otrzymał formy historyzującego modernizmu.
W 1991 pod nr 37 otwarto pierwszą pizzerię w Warszawie.

## Ważniejsze obiekty
- Młodzieżowy Ośrodek Wychowawczy im. ks. Franciszka Toporskiego (nr 4)
- Wojewódzki Szpital Chirurgii Urazowej św. Anny (nr 16/20)
- Państwowa Inspekcja Pracy (d. fabryka czekolady Plutos, nr 28/30)
- XLVIII Liceum Ogólnokształcące im. Edwarda Dembowskiego (nr 32)